# Societatea de Transport Public Timișoara

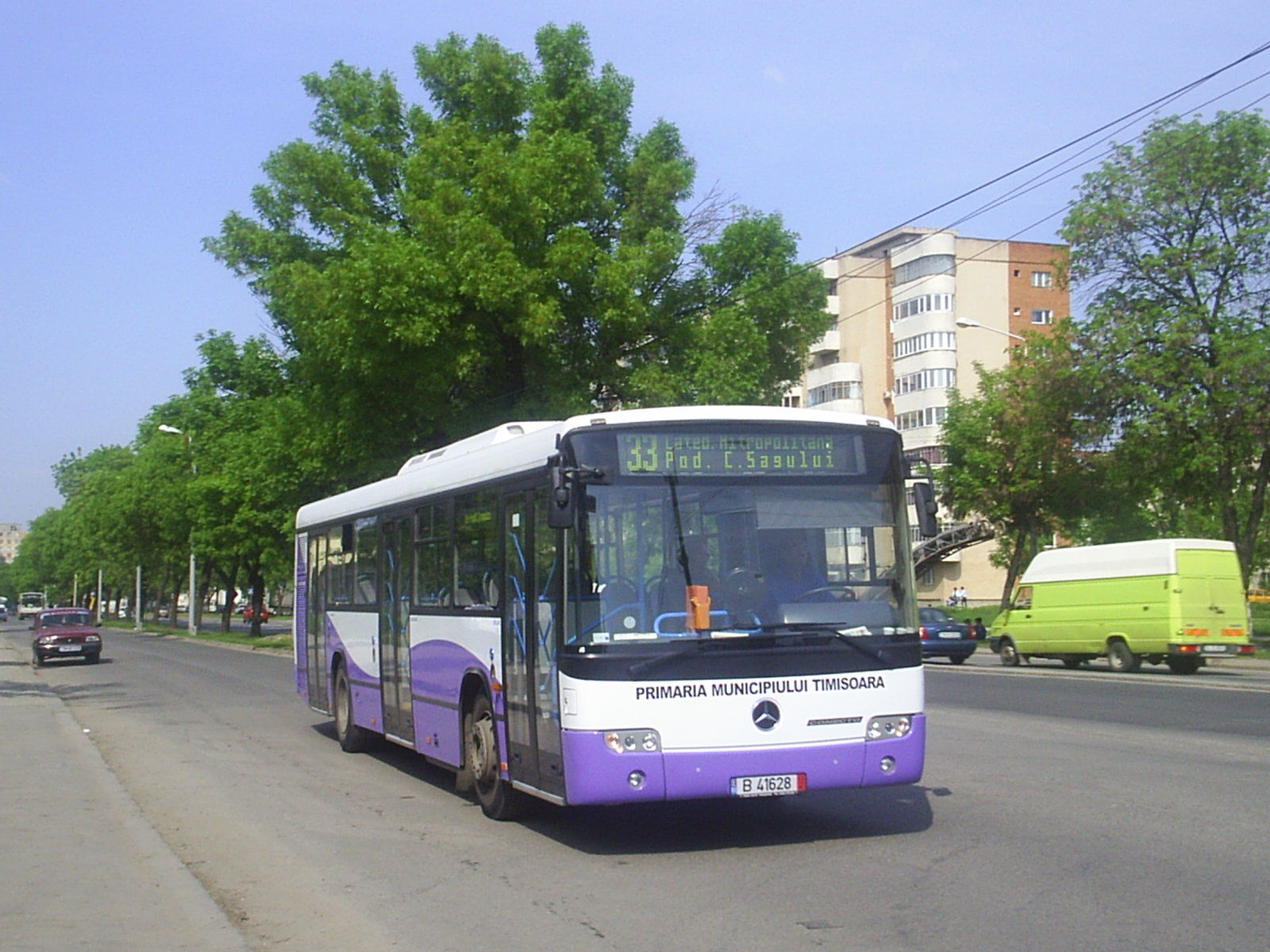
Un bus aux couleurs de la STPT.

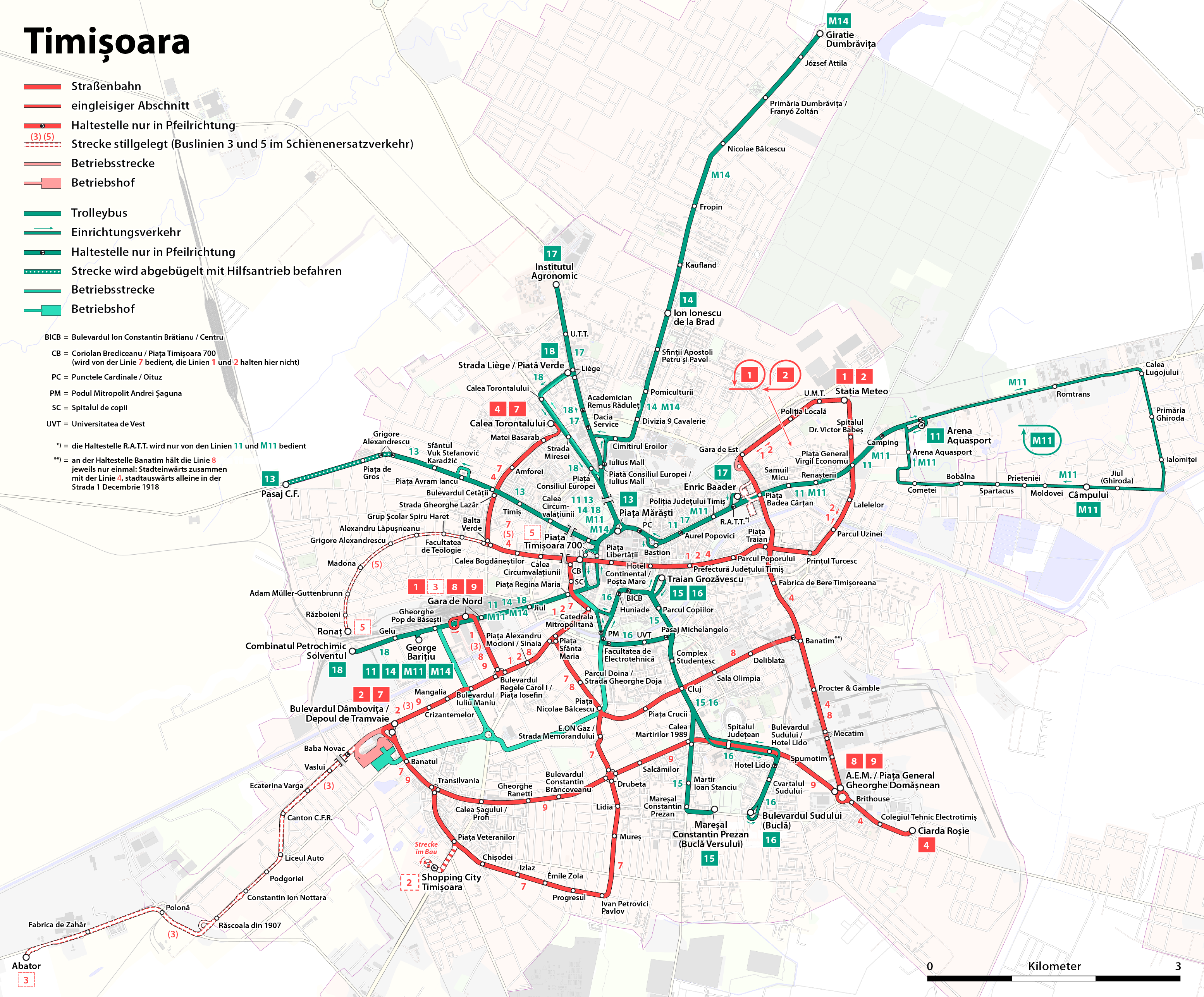

La Societatea de Transport Public Timișoara, ou STPT, que l'on pourrait traduire en français par « Société de transport public de Timișoara », est l'établissement public assurant la gestion et l'exploitation des transports en commun de la ville de Timișoara, en Roumanie. La société exploite l'ensemble des neuf lignes du tramway de Timișoara, six lignes de trolleybus ainsi que le service de bus de la ville, composé de 16 lignes dont 3 lignes express. La STPT transporte 90 millions de passagers par an, dont 52 millions rien que par le tramway.
La société a été fondée en 1867 et exploite à l'origine les premières lignes de tramway à traction hippomobile de Timișoara.
La flotte de trolleybus de la STPT se compose de 40 Skoda 24tr Irisbus en septembre 2024.